# Gare de Bagnols - Chadenet
Gare de Bagnols - Chadenet vasútállomás Franciaországban, Chadenet településen.

## Vasútvonalak
Az állomást az alábbi vasútvonalak érintik:
- Monastier-La Bastide-Saint-Laurent-les-Bains-vasútvonal

## Kapcsolódó állomások
A vasútállomáshoz az alábbi állomások vannak a legközelebb:
- Gare de Mende
- Gare d’Allenc